# Rozsdás törpekuvik
A rozsdás törpekuvik (Glaucidium brasilianum) a madarak osztályának a bagolyalakúak (Strigiformes) rendjéhez, a bagolyfélék (Strigidae) családjához tartozó faj.

## Előfordulása
Az Amerikai Egyesült Államok, Mexikó, Trinidad és Tobago, Belize, Costa Rica, Guatemala, Honduras, Nicaragua, Salvador, Panama, Argentína, Bolívia, Brazília, Chile, Kolumbia, Ecuador, Francia Guyana, Guyana,  Paraguay, Peru, Suriname, Uruguay és Venezuela területén honos.

## Alfajai
- Glaucidium brasilianum brasilianum
- Glaucidium brasilianum cactorum
- Glaucidium brasilianum duidae
- Glaucidium brasilianum intermedium
- Glaucidium brasilianum margaritae
- Glaucidium brasilianum medianum
- Glaucidium brasilianum olivaceum
- Glaucidium brasilianum pallens
- Glaucidium brasilianum phalaenoides
- Glaucidium brasilianum ridgwayi
- Glaucidium brasilianum saturatum
- Glaucidium brasilianum stranecki
- Glaucidium brasilianum ucayalae

## Megjelenése
Testhosszúsága 15 centiméter. Tollruhája barna színű, fehér mintázattal.
|  |

## Életmódja
Kisemlősökre, madarakra és nagyobb rovarokra vadászik.

## Szaporodása
Fészakalja 3-5 tojásból áll, melyeken 28 napig kotlik. A fiókák 27-30 nap múlva repülnek ki.

## Külső hivatkozások
- Képek az interneten a fajról
- Internet Bird Collection - videók a fajról